# Ligne de Thiviers à Saint-Yrieix
La ligne de Saint-Yrieix à Thiviers est une ancienne ligne de chemin de fer secondaire, dite aussi tramway, à voie métrique du réseau départemental de la Dordogne exploitée à partir du 5 février 1912 par les Tramways de la Dordogne et plus tard par la Compagnie de chemins de fer départementaux.

## Histoire
Les lignes de la société des tramways de la Dordogne apparaissent plus tard que celles des CFP (mises en service une vingtaine d'années auparavant), leur budget est plus restreint et l'infrastructure telle que les gares sont nettement moins importants. Néanmoins, la ligne de Saint-Yrieix à Thiviers a nécessité de grands travaux de terrassement ainsi que la construction d'un pont métallique enjambant la rivière l'Isle. Lors de la construction, la ligne est séparée en deux chantiers distincts, Vilotte et Gauthiers. Les ouvriers du chantier Vilotte utilisent des voies Decauville avec wagonnets pour les terrassements, le chantier Gautiers se fait au moyen de brouettes. Lors de la pose de la voie, les ouvriers utilisent une locomotive Decauville pour le transport de rails (rails de 11 mètres pour 20.4kg par mètre). Les TD étaient aussi dotés de locomotives à vapeur plus modernes que les CFP à cause de l'apparition plus tardive de la société.  Les locomotives utilisées été des 030T (17 tonnes à vide) construits aux Etablissements Pinguely à Lyon.

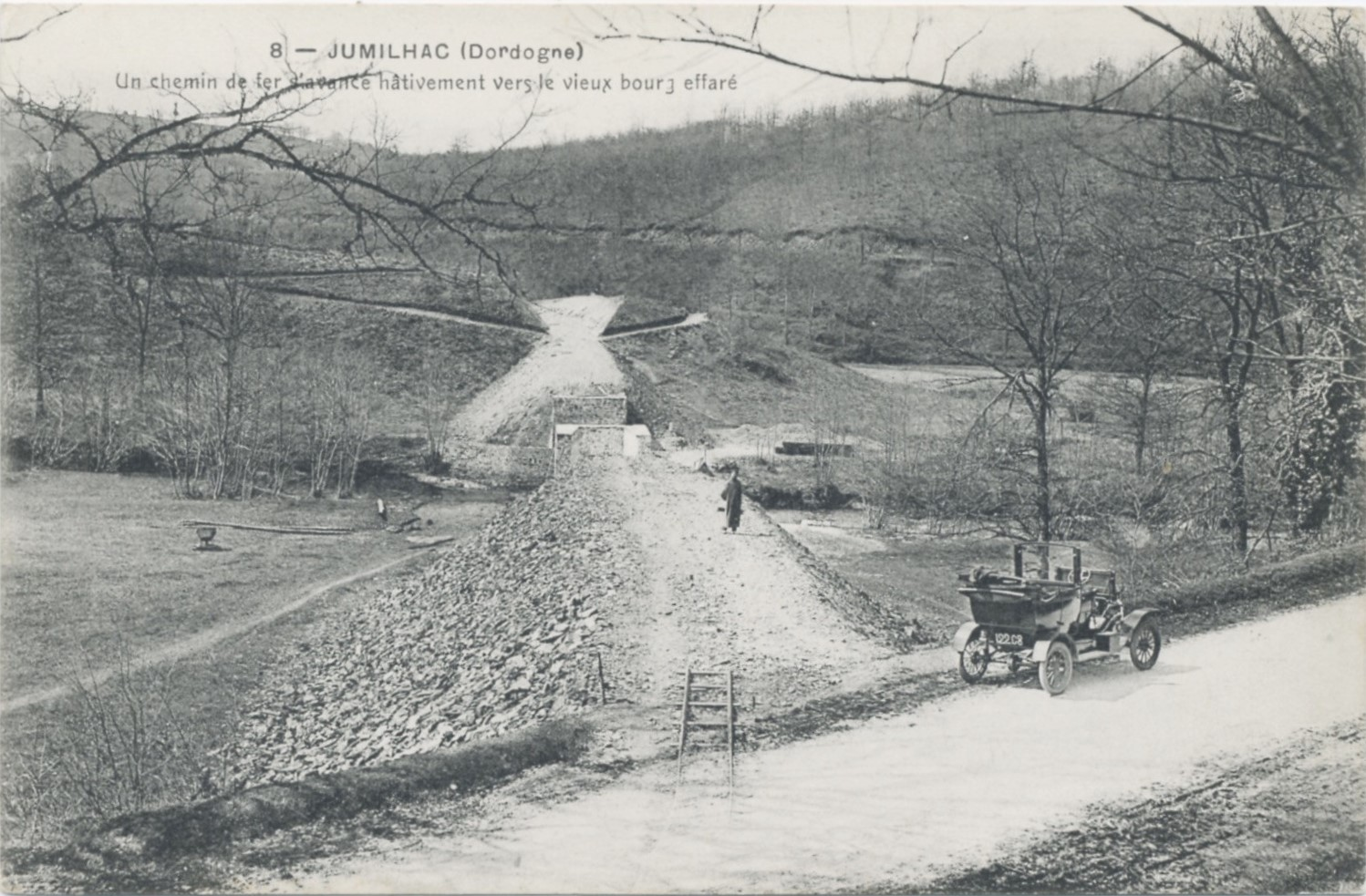
Le pont de Lavaud lors de sa construction vers 1908.

Quelques mois après l'ouverture de la ligne celle-ci voit son premier train spécial circuler grâce à la Félibrée de 1912 qui eut lieu à Jumilhac-le-Grand.

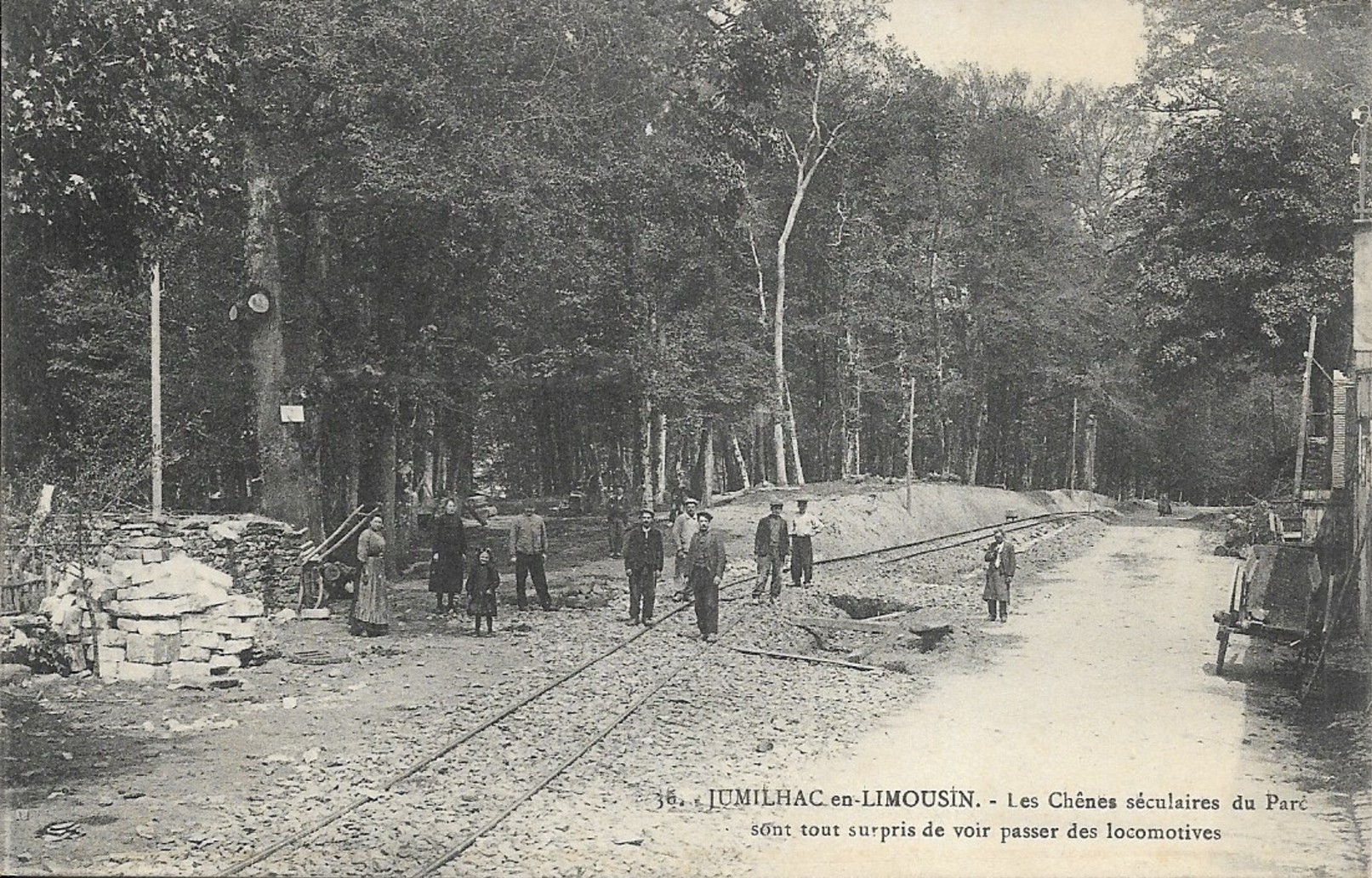
Les rails sont posés.

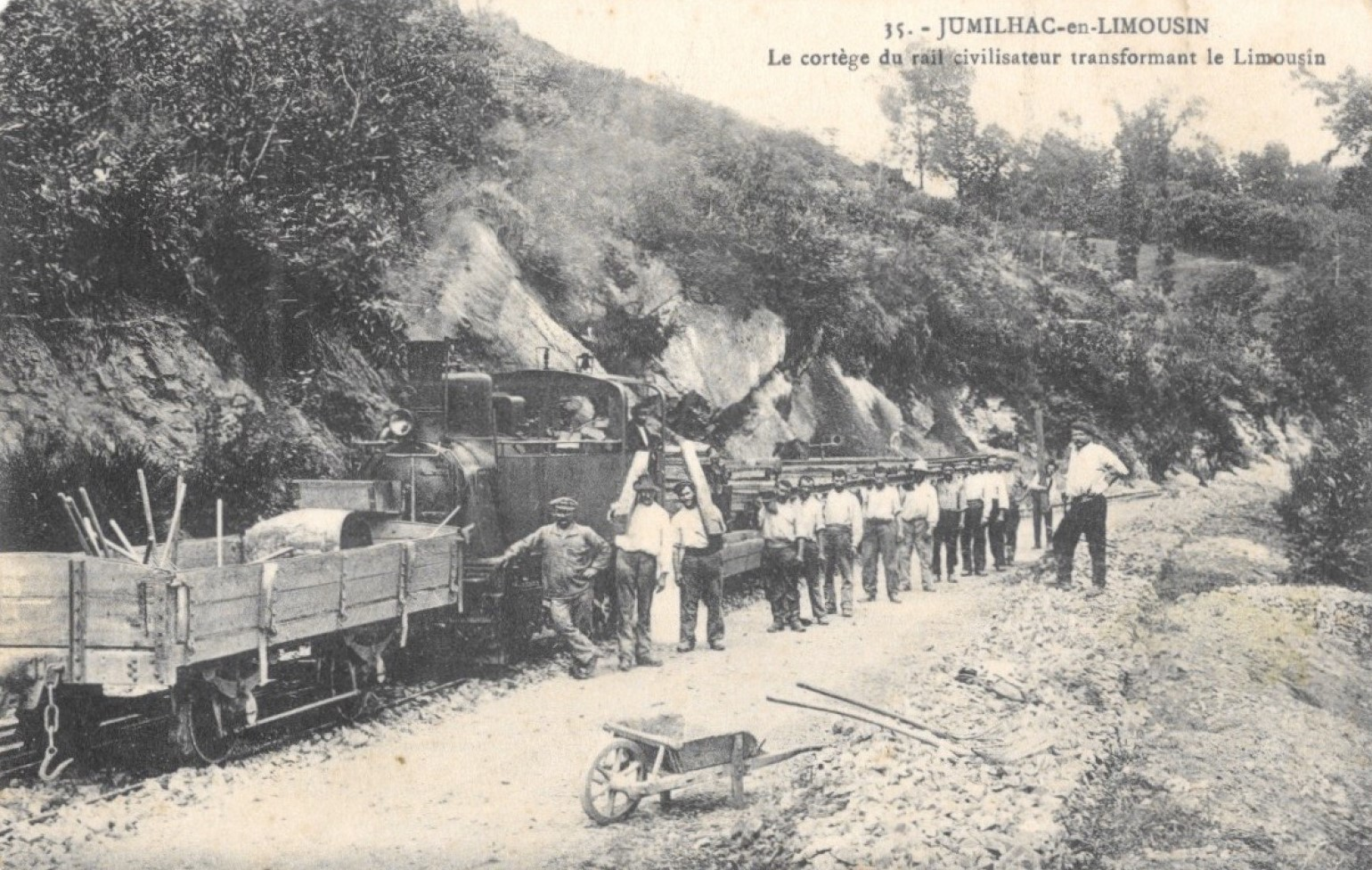
La pose des rails.

En 1922 la société rachète le châtelet d'entrée du château de Jumilhac pour y installer le guichet.
Le 16 mai 1935, le conseil général de la Dordogne décide de déclasser la ligne. A la suite de cette fermeture, le matériel des TD sera utilisé sur les lignes restantes des CFD (à l'origine CFP).

## Infrastructure
| Infrastructures                | Commune                | Adresse                | Localisation                     | État                                                                          | Image |  |
| Gare de Saint-Yrieix           | Saint-Yrieix-la-Perche | Avenue gutenberg       | 45° 30′ 54″ nord, 1° 12′ 23″ est | Détruite                                                                      |       |  |
| Halte de Permangle             | Jumilhac-le-Grand      | Route du Limousin      | 45° 30′ 40″ nord, 1° 08′ 35″ est | Bâtiment toujours existant                                                    |       |  |
| Halte de la Jarousse           | Jumilhac-le-Grand      |                        | 45° 30′ 10″ nord, 1° 06′ 58″ est |                                                                               |       |  |
| Halte des Périnches            | Jumilhac-le-Grand      | D 78                   | 45° 29′ 59″ nord, 1° 04′ 52″ est | Bâtiment toujours existant                                                    |       |  |
| Station de Jumilhac            | Jumilhac-le-Grand      | Place du château       | 45° 29′ 35″ nord, 1° 03′ 37″ est | Guichet qui se situait dans le châtelet d'entrée du château.                  |       |  |
| Halte du Peyret                | Saint-Paul-la-Roche    | D 78                   | 45° 28′ 26″ nord, 1° 01′ 56″ est | Bâtiment en ruines.                                                           |       |  |
| Station de Saint-Paul-Sarrazac | Saint-Paul-la-Roche    | D 78                   | 45° 27′ 38″ nord, 1° 00′ 59″ est | Bâtiment toujours existant                                                    |       |  |
| Station de Lavaud              | Saint-Paul-la-Roche    | D 78                   | 45° 27′ 14″ nord, 0° 59′ 10″ est | Bâtiment toujours existant.                                                   |       |  |
| Pont de Lavaud                 | Saint-Paul-la-Roche    | Voie du Tacot          | 45° 27′ 15″ nord, 0° 59′ 01″ est | Pont métallique de Lavaud.                                                    |       |  |
| Halte du Juge                  | Sarrazac               |                        | 45° 26′ 22″ nord, 0° 58′ 59″ est | Bâtiment toujours existant.                                                   |       |  |
| Halte de Château               | Sarrazac               |                        | 45° 25′ 52″ nord, 0° 58′ 13″ est |                                                                               |       |  |
| Halte d'Orage                  | Nantheuil              | D 81                   | 45° 25′ 32″ nord, 0° 56′ 56″ est | Bâtiment toujours existant.                                                   |       |  |
| Gare de Thiviers               | Thiviers               | Place de la libération | 45° 25′ 15″ nord, 0° 55′ 27″ est | Aucune trace                                                                  |       |  |
| Gare P.O. de Thiviers          | Thiviers               | Rue Pierre Semard      | 45° 25′ 06″ nord, 0° 55′ 15″ est | La voie du tramway s'avançait devant l'ancienne halle marchandise de la gare. |       |  |
|                                |                        |                        |                                  |                                                                               |       |  |